# ネーター (小惑星)
ネーター (7001 Noether) は小惑星帯に位置する小惑星。インディアナ小惑星計画 (Indiana Asteroid Program) によりゲーテ・リンク天文台で発見された。
ドイツ生まれの女性数学者エミー・ネーターから命名された。